# Coupe Toyota Classic de Trinité-et-Tobago de football
 (mars 2024).
Si vous disposez d'ouvrages ou d'articles de référence ou si vous connaissez des sites web de qualité traitant du thème abordé ici, merci de compléter l'article en donnant les références utiles à sa vérifiabilité et en les liant à la section « Notes et références ».
La Coupe Toyota Classic de Trinité-et-Tobago (Toyota Classic) fut créé en 2005. Cette coupe reprend le modèle de la Coupe à élimination directe et est sponsorisé par Toyota.

## Palmarès
| Année | Vainqueur         | Finaliste         | Score |
| 2005  | W Connection      | San Juan Jabloteh | 1 - 0 |
| 2006  | United Petrotrin  | St. Ann's Rangers | 4 - 0 |
| 2007  | Joe Public        | San Juan Jabloteh | 2 - 1 |
| 2008  | San Juan Jabloteh | St. Ann's Rangers | 2 - 1 |
| 2009  | Joe Public        | San Juan Jabloteh | 4 - 0 |
| 2010  | Ma Pau SC         | North East Stars  | 1 - 1 |
| 2011  | W Connection      | T&TEC             | 0 - 0 |